# 이즈미 츠바스
이즈미 츠바스(일본어: 和泉 つばす 이즈미 쓰바스[*])는 일본의 일러스트레이터이다.

## 작품 목록
PC 게임
- 푸른 하늘이 보이는 언덕 (青空の見える丘)
- 노을빛으로 물드는 언덕(あかね色に染まる坂)
- 새하얀 색 심포니(ましろ色シンフォニー)
- 사랑이 필 무렵의 벚꽃철 (恋がさくころ桜どき)
- 9-nine- 시리즈
  - 9-nine- 아홉 개 아홉 날 아홉 색깔 (9-nine-ここのつここのかここのいろ)
  - 9-nine- 하늘 색 하늘 노래 하늘의 소리 (9-nine-そらいろそらうたそらのおと)
  - 9-nine- 봄의 색깔 봄의 사랑 봄바람 (9-nine-はるいろはるこいはるのかぜ)
- Summer Pockets

서적
- 세계에서 제일 쉬운 회계 책입니다 (世界一やさしい会計の本です)
- 나의 주인님?! (ぼくのご主人様!?)
- 걸즈★레볼루션 (ガールズ★レボリューション)
- Re:스테이지!(Re:ステージ！)